# Abdullahi Jusuf
Abdullahi Jusuf Ahmed (ur. 15 grudnia 1934 w Gaalkacyo, zm. 23 marca 2012 w Dubaju) – polityk somalijski, prezydent Somalii w latach 2004–2008.
Wojskowy (w randze pułkownika); od końca lat 70. brał udział w walkach z marszałkiem Siadem Barre, przez jakiś czas zmuszony do emigracji w Etiopii.  Był jednym z liderów (zastępcą przewodniczącego) Frontu Wyzwolenia Demokratycznego Somalii. W 1998 ogłosił utworzenie z regionu północno-wschodniego Somalii Puntland niezależnego państwa (wzorem Somalilandu) i został jego prezydentem.
10 października 2004 został na posiedzeniu tymczasowego parlamentu w Kenii wybrany na tymczasowego prezydenta Somalii.
W 2008 przeszedł w Wielkiej Brytanii zabieg przeszczepienia wątroby.
29 grudnia 2008 na sesji parlamentu w Baidoa podał się do dymisji z powodu braku współpracy z rządem i parlamentem oraz brakiem sukcesów w przywracaniu pokoju.